# Charles F. Mitchell
 Charles Franklin Mitchell (* 18. Februar 1806 im Bucks County, Pennsylvania; † 27. September 1865 in Cincinnati, Ohio) war ein US-amerikanischer Politiker. Zwischen 1837 und 1841 vertrat er den Bundesstaat New York im US-Repräsentantenhaus.

## Werdegang
Charles Mitchell besuchte die öffentlichen Schulen seiner Heimat in Pennsylvania. Im Jahr 1829 zog er nach Lockport im Staat New York. Dort war er unter anderem als Feuerwehrmann oder Heizer tätig. Seit 1835 arbeitete er im Mühlengeschäft. Politisch schloss sich Mitchell der in den 1830er Jahren gegründeten Whig Party an. Bei den Kongresswahlen des Jahres 1836 wurde er im 33. Wahlbezirk von New York in das US-Repräsentantenhaus in Washington, D.C. gewählt, wo er am 4. März 1837 die Nachfolge von Gideon Hard antrat. Nach einer Wiederwahl konnte er bis zum 3. März 1841 zwei Legislaturperioden im Kongress absolvieren.
Gegen Ende seiner Amtszeit geriet er wegen Betrugs mit dem Gesetz in Konflikt. Im Jahr 1841 wurde er zu einer Gefängnisstrafe verurteilt, die er im Sing-Sing-Gefängnis absitzen musste. Später wurde er aus gesundheitlichen Gründen begnadigt. Er starb am 27. September 1865 in Cincinnati.